# ミシェル・アリニョン
ミシェル・アリニョン（Michel Arrignon, 1948年 - 2025年3月12日）は、フランスのクラリネット奏者・教育者。
16歳でパリ国立高等音楽院に入学し、アンリ・ドゥレクリューズに師事する。18歳でクラリネットと室内楽のプルミエ・プリを得て卒業。そのまま、室内楽の特進クラスに進み、その後ドゥレクリューズの薦めで渡米、ミシガン大学で研鑽を積む。
1972年、ジュネーヴ国際音楽コンクールで2位を受賞。
フランスに帰国後、1978年から1983年までピエール・ブーレーズが率いるアンサンブル・アンテルコンタンポランで活動。その後、1984年から1989年までパリ・オペラ座管弦楽団のスーパー・ソリストを務めると同時に、オルレアン国立音楽院の教授にも就任した。
パリ・オペラ座管弦楽団に5年間在籍した後、1989年にギィ・ドゥプリュの後任としてパリ国立高等音楽院の教授に指名され、現在に至る。
アリニョンは、フランス国内のみならず世界中でマスタークラスを開催し、教育活動に情熱を傾けている。日本でも毎年、欧日音楽講座を中心に各地でコンサート、マスタークラスを開いている。
また、ビュッフェ・クランポンの製品テスターも務め、近年ではTosca-Clarinetの開発に携わった。
2025年3月11日の朝、ラ・ロシェルで死去。76歳没。

## アリニョンに師事した日本人クラリネット奏者
- 亀井良信
- 郡尚恵
- 松本健司（NHK交響楽団）
- 吉田誠